# Sainte-Gemmes-d'Andigné
Sainte-Gemmes-d'Andigné är en kommun i departementet Maine-et-Loire i regionen Pays de la Loire i nordvästra Frankrike. Kommunen ligger i kantonen Segré som tillhör arrondissementet Segré. År 2018 hade Sainte-Gemmes-d'Andigné 1 443 invånare.

## Befolkningsutveckling
Antalet invånare i kommunen Sainte-Gemmes-d'Andigné
| Referens: INSEE |